# Underbelly: A Tale of Two Cities
Underbelly: A Tale of Two Cities (también conocida como: "Underbelly: The Mr. Asia Story") es un exitoso drama australiano conformado por 13 episodios. 
El programa es una precuela de la primera serie Underbelly. La serie comenzó sus transmisiones el 9 de febrero de 2009 por medio de la cadena Nine Network con el estreno de dos episodios seguidos. Caroline Craig repite su participación en la serie como la narradora, Caroline también ha narrado la primera y tercera temporada de la serie.
Underbelly: A Tale of Two Cities se centra en los hechos verídicos ocurridos en el submundo criminal australiano en Nueva Gales del Sur y Victoria de 1976 a 1987. En donde se muestra la alianza de Robert Trimbole y Terry Clark en el sindicato importador de heroína llamado "Mr. Asia", la desaparición de Donald Mackay, el gran robo, la guerra por el territorio entre los hermanos Kane y Raymond "Chuck" Bennett, la corrupción de la Oficina Federal de Narcóticos y la de Nueva Gales del Sur y la carrera de Christopher Dale "Mr. Rent-a-kill" Flannery.
Los personajes centrales de las historias son el barón de la droga y jefe del crimen organizado Robert Trimbole, el jefe del sindicato de drogas Terry Clark que se encarga de importar drogas a Nueva Zelanda, Australia y el Reino Unido, Allison Dine, la amante de Clark, y los detectives Liz Cruickshank y Joe Messina.
Otro miembro del reparto principal es el actor Andrew McFarlane, quien aparece en los primeros episodios interpretando al político liberal y activista antidrogas Donald Mackay. 

## Historia
El narcotraficante Terry Clark llega a Sídney con el plan de establecerse ahí con su heroína, pronto se reúne con Robert Trimbole, un cultivador de marihuana de 'Ndrangheta, pero este lo rechaza. Sin embargo pronto lo convence y ambos entablan una asociación. Las actividades del polítivo local Donald Mackay ponen sus planes en peligro cuando el intento de extorsionarlo y chantajearlo no funciona, por lo que Clark le dice a Trimbole que hay que matarlo, por lo que Trimbole va a Melbourne para planear el asesinato.
La detective Liz Cruickshank recibe información de su informante Les Kane acerca del asesinato pero su jefe Joe Messina, desacredita la información diciendo que Les es poco confiable. Cuando Mackay es asesinado por James Frederick Bazley, los esfuerzos del detective Warwick Mobbs para resolver el crimen son obstaculizados por la policía corrupta de más alto nivel y Warwick es enviado a trabajar en las zonas rurales de NSW.
Pronto Clark establece el sindicato "Mr. Asia" en Sídney. Pronto Allison Dine llega a Australia con su novio pero rápido se convierte en la amante de Clark y cómplice importante de él después de idear un nuevo método para pasar la droga por a aduana. Mientras tanto Trimbole ayuda al ladrón de mano armada Ray Bennett a organizar un golpe importante a los hermanos Les y Brian Kane.
Después de que Bennett expulsa al imprudente Chris "Mr Rent-a-Kill" Flannery del grupo, Chris le informa a la familia Kane acerca del plan en su contra.
Cuando dos miembros del grupo de Bennett le roban dinero a los Kane perteneciente a Trimbole la violencia se intensifica y Les termina siendo asesinado frente a su familia. Bennett es sometido a juicio por el asesinato, pero luego es absuelto, mientras es llevado a juicio por otro asunto, Brian Kane disfrazado asesina a Bennett.
El intermediario de Clark en Singapur, Andy Maher y sus mensajeros Doug e Isabelle Wilson viajan a Queensland donde Clark es arrestado por un cargo de armas y extraditado a Nueva Zelanda.
Los Wilson son interrogados por la policía y revelan la ubicación del cuerpo de una de las mulas de Clark, Pommy Lewis. La abogada de Clark, Karen Soich se convierte en su nueva amante y poco después él es absuelto. De regreso a Australia Trimbole lo convence de matar a los Wilson.
Clark viaja Inglaterra para expandir su negocio. James Bazley asesina los Wislon pero los cuerpos son encontrados de inmediato lo que causa que la policía de Victoria y la Federal formen un grupo de trabajo dirigido por David Priest y conformado por Warwick Mobbs, Liz Cruickshank, Joe Messina y el policía corrupto Trevor Hakens.
Los detectives corruptos de Kelly, intentan tomar el control del tráfico de drogas mientras intentan engañar a la policía interestatal cerrando los casinos de George Freeman.
Mientras tanto Allison comienza a cuestionarse su papel dentro del sindicato después de ser amenazada por el corrupto policía de narcóticos Jack Smith, quien termina plantándole drogas para poder arestarla. Poco después Freeman recibe un disparo afuera de su casa.
Ahora en exilio en el Reino Unido Clark comienza a ponerse paranoico al enterarse de que Allison ha sido detenida, Clark intenta convencer a Trimbole de matar a Allison, indeciso del plan Trimbole contrata a Chris Flannery pero cuando Jack Smith arresta a Allison Trimbole decide no seguir con el plan. Cuando también Clark cambia de parecer acerca de asesinarla Trimbole la ayuda a huir a los Estados Unidos.
Mientras Freeman se recupera de su herida su amigo Lenny McPherson asesina a su potencial asesino. De regreso en Inglaterra Clark se encuentra con su proveedor Marty Johnstone, después de que Marty comienza a suministrar le menos heroína a Clark este le ordena a Andy Maher asesinarlo.
La policía británica encuentra el cadáver de Johnstone y arrestan a Clark. Allison es detenida por e FBI y llevada de vuelta a Australia para actuar como testigo en contra de su antiguo amante, Clark.
Trimbole se entera de un envío masivo de cannabis del Líbano por su amigo el doctor Nick Paltos, por lo que hace planes para importarlo. Mientras tanto el secretario judicial y el abogado de la mafia Brian Alexander comienza a ser vigilado por la policía al ser considerado como el eslabón más débil del sindicato. Allison implica al sindicato y proporciona toda la evidencia que vincula a Trimbole al sindicato "Mr. Asia".El primer ministro anuncia una Comisión Real y disuelve la Oficina Federal de Narcóticos, esto ocasiona que Jack SMith y cerca de 150 oficiales corruptos sean despedidos.
Sin embargo Trevor Hakes logra alertar a sus amigos de la policía de NSW, Trimbole logra huir al extranjero y Alexander es asesinado por el detective Dennis Kelly y otros policías corruptos.  En Inglaterra Allison testifica de nuevo en contra de Clark y este es condenado por asesinato y sentenciado a 20 años.
Ahora en Irlanda, Trimbole se convierte en traficante de armas para la IRA y con Paltos trabajan importando cannabis a Australia. Chris Flannery llega a Sídney y se acerca a Freeman para trabajar, Chris mata a varios traficantes de drogas con el fin de hacerse un nombre.
Sin embargo pronto su temperamento incontrolable y su ego ocasiona que se haga enemigos en la policía de NSW. Poco después Freeman, arregla su asesinato.
En prisión Clark sufre un ataque al corazón y muere. Mientras tanto Trimbole se encuentra muriendo de cáncer de próstata es arrestado en Irlanda bajo falsas acusaciones.
Antes de que la policía Australiana pueda aportar pruebas en su contra Trimbole escapa y huye a España. Haken es cuestionado pero él se niega a delatar a sus compañeros policías corruptos, sin pruebas contundentes de su participación Haken es enviado de vuelta a su antiguo trabajo.
Paltos también se niega a cooperar pero la nueva esposa de Trimbole accidentalmente revela el lugar en donde se encuentra. Priest se apresura a detenerlo pero llega demasiado tarde y Trimbole muere justo antes de que él entre a la habitación.
Al final se da a conocer que Freeman y McPherson siguieron con sus negocios ilegales por otra década más o menos, que Laurie Prendergast desaparece después de la muerte de Flannery y que la policía corrupta de NSW continuó con sus operaciones ilícitas.
A medida que la cámara se detiene en el rostro de Trevor Haken, la narradora habla de cómo la policía de NSW cayó por un solo hombre Trevor, pero sugiere que esa es otra historia.

## Personajes
| Actor              | Personaje                       | Trabajo                                                      | N.º de Episodios |
| ------------------ | ------------------------------- | ------------------------------------------------------------ | ---------------- |
| Matthew Newton     | Terry "Mr. Asia" Clark          | Jefe de la Banda de Narcotraficantes Mr. Asia                | 13               |
| Roy Billing        | Robert "Aussie Bob" Trimbole    | Socio de Clark en Australia                                  | 13               |
| Anna Hutchison     | Allison Dine                    | Amante y Mula de Droga de Clark                              | 13               |
| Asher Keddie       | Liz Cruickshank                 | Detective y miembro de la Brigada Victoriana de Delito Mayor | 13               |
| Peter Phelps       | Joe Messina                     | Detective Inspector de la Brigada de Delincuencia Mayor      | 13               |
| Paul Tassone       | Dennis Kelly                    | Ladrón Detective Corrupto de NSW                             | 12               |
| Daniel Roberts     | Jim Egan                        | Detective Corrupto de NSW                                    | 11               |
| Peter O'Brien      | George Freeman                  | Apostador Ilegal y Operador de Casinos                       | 11               |
| Jonny Pasvolsky    | Dave Priest                     | Jefe del Grupo de Trabajo Federal                            | 9                |
| Matt Passmore      | Warwick Mobbs                   | Detective Mayor de NSW en el Grupo de Trabajo Federal        | 8                |
| Dustin Clare       | Chris "Mr Rent-a-Kill" Flannery | Asesino a Sueldo                                             | 8                |
| Damian de Montemas | Brian Alexander                 | Asesor Legal de Sindicato                                    | 7                |
| Simone Kessell     | Isabelle Wilson                 | Mula de Droga y Víctima de Clark                             | 7                |
| Damon Gameau       | Andy Maher                      | Intermediario de Clark en Singapur                           | 7                |
| Katie Wall         | Karen Soich                     | Abogada y Amante de Terry Clark                              | 7                |
| Samuel Johnson     | Jack Smith                      | Agente Federal de Narcóticos Corrupto                        | 6                |
| Wadih Dona         | Nick Paltos                     | Cirujano y Traficante de Drogas                              | 5                |
| Tim McCunn         | Brian Kane                      | Socio en Melbourne                                           | 5                |
| Gareth Reeves      | Douglas Wilson                  | Mula de Droga y Víctima de Clark                             | 5                |
| Nathan Page        | Ray "Chuck" Bennett             | Ladrón Armado en Melbourne                                   | 3                |
| Martin Dingle Wall | Les Kane                        | Socio de Melbourne                                           | 2                |

### Personajes recurrentes
| Actor            | Personaje                    | Trabajo                                                    | N.º de Episodios |
| ---------------- | ---------------------------- | ---------------------------------------------------------- | ---------------- |
| Dieter Brummer   | Trevor Haken                 | Detective Corrupto de NSW                                  | 9                |
| Jenna Lind       | Maria Muhary                 | Madre del hijo de Clark                                    | 9                |
| Tony Poli        | Gianfranco "Frank" Tizzoni   | Cultivador de Marihuana y Estrecho Colaborador de Trimbole | 7                |
| Teo Gebert       | Laurie Prendergast           | Miembro del Grupo de Bennett                               | 6                |
| Jake Lindesa     | Wayne Robb                   | Novio de Allison y Corredor de Droga                       | 5                |
| Myles Pollard    | Phil de la Salle             | Detective de Homicidios en Sídney                          | 4                |
| Ria Vandervis    | Kay Reynolds                 | Mula de Drogas de Clark y Amiga de Allison                 | 4                |
| Don Halbert      | Barry Walker                 | Detective Corrupto de Melbourne                            | 3                |
| Andrew McFarlane | Donald "Don" Mackay          | Político Liberal y activista Antidrogas                    | 3                |
| Scott Burgess    | James Fredrick "Fred" Bazley | Asesino a Sueldo de Melbourne                              | 3                |
| John McNeill     | Lenny McPherson              | Miembro de la delincuencia Organizada de Sídney            | 3                |
| Elan Zevelsky    | Alphonse Gangitano           | Miembro del Crimen Organizado                              | 3                |
| Diane Craig      | Barbara Mackay               | Esposa de Don Mackay                                       | 3                |
| Georgina Haig    | Georgina Freeman             | -                                                          | 3                |
| Kate Ritchie     | Judi Kane                    | Esposa de Les Kane y Madrastra de Trisha Kane              | 2                |
| John Wood        | Murray Farquhar              | Jefe del Magistrado de NSW Corrupto                        | 2                |
| Chris Sadrinna   | Greg Ollard                  | Distribuidor de Heroína y Amigo de Clark                   | 2                |
| Ron Haddrick     | Bertie                       | -                                                          | 2                |
| Renato Fabretti  | Mark "Chopper" Read          | Criminal y Compañero de Prisión de Bennett                 | 1                |
| Merrick Watts    | Marty Johnstone              | Principal Proveedor de Clark en Singapur                   | 1                |
| Ric Herbert      | Al Grassby                   | exministro y Colaborador de Trimbole                       | 1                |
| Josh McConville  | Michael Hurley               | Aspirante a Vendedor de Drogas                             | 1                |

## Episodios
La primera temporada de la serie contó con 13 episodios.

## Premios y nominaciones
Underbelly ha sido nominado a varios premios AFI y Logie Awards; entre los nominados se encuentran Anna Hutchison, Damian de Montemas, Roy Billing, Asher Keddie y Kris Mrksa también por el episodio "The Brotherhood". También Burkhard Dallwitz ha ganado un Screen Music Awards por la música de la serie. 
- Logie Awards

| Año  | Categoría                                              | Premio               | Nominado                         | Resultado |
| ---- | ------------------------------------------------------ | -------------------- | -------------------------------- | --------- |
| 2010 | Most Outstanding New Talent                            | Graham Kennedy Award | Anna Hutchison                   | Nominada  |
| 2010 | Most Popular Drama Series                              | Logie Award          | Underbelly: A Tale of Two Cities | Nominado  |
| 2010 | Most Outstanding Actor                                 | Silver Logie Award   | Roy Billing                      | Nominado  |
| 2010 | Most Outstanding Actress                               | Silver Logie Award   | Asher Keddie                     | Nominada  |
| 2010 | Most Outstanding Drama Series, Miniseries or Telemovie | Silver Logie Award   | Underbelly: A Tale of Two Cities | Nominado  |

- AFI Awards

| Año  | Categoría                                            | Premio    | Nominado           | Resultado |
| ---- | ---------------------------------------------------- | --------- | ------------------ | --------- |
| 2009 | Best Guest or Supporting Actor in a Television Drama | AFI Award | Damian de Montemas | Ganó      |
| 2009 | Best Lead Actress in a Television Drama              | AFI Award | Asher Keddie       | Nominada  |
| 2009 | Best Lead Actor in a Television Drama                | AFI Award | Roy Billing        | Ganó      |
| 2009 | Best Screenplay in Television                        | AFI Award | Kris Mrksa         | Ganó      |

- Screen Music Awards

| Año  | Categoría                                    | Premio             | Nominado              | Episodio   | Resultado |
| ---- | -------------------------------------------- | ------------------ | --------------------- | ---------- | --------- |
| 2009 | Best Music for a Television Series or Serial | Screen Music Award | Burkhard von Dallwitz | Judas Kiss | Ganó      |

## Producción
El rodaje tuvo lugar en Sídney y Melbournehasta marzo del 2009. Algunas locaciones en Sídney, como Richmond y Warwick Farm, fueron utilizadas para retratar a Griffith en la década de 1970.
Junto a estos sitios una casa en Wahroonga, se utilizó para grabar los episodios siete y ocho. Las escenas en el casino de Freeman fueron filmadas en un hotel en Sefton.
Los escritores Peter Gawler y Greg Haddrick han admitido que en esta temporada hay más desnudez y sexo que en la primera temporada de la serie Underbelly.
Similar a la primera temporada solo cinco miembros del reparto principal aparecen en los créditos de apertura de la serie; estos son Roy Billing, Anna Hutchison, Matthew Newton, Asher Keddie y Peter Phelps.

## Tema principal
La música de la serie es el tema "It's A Jungle Out There" de Burkhard Dallwitz.